# 迈济耶尔 (上索恩省)
迈济耶尔（法語：Maizières，法語發音：[mɛzjɛʁ] ⓘ）是法国上索恩省的一个市镇，属于沃苏勒区。

## 地理
迈济耶尔（47°29'35"N, 6°0'42"E）面积11.68 平方千米，位于法国勃艮第-弗朗什-孔泰大區上索恩省，该省份为法国东部内陆省份，北起顺时针与孚日省、贝尔福地区省、杜省、汝拉省、科多尔省和上马恩省接壤。
与迈济耶尔接壤的市镇（或旧市镇、城区）包括：格朗韦勒和勒佩勒诺、丰德勒芒、马耶和沙兹洛、布吉尼翁-莱拉沙里泰、勒科洛涅莱里奥。

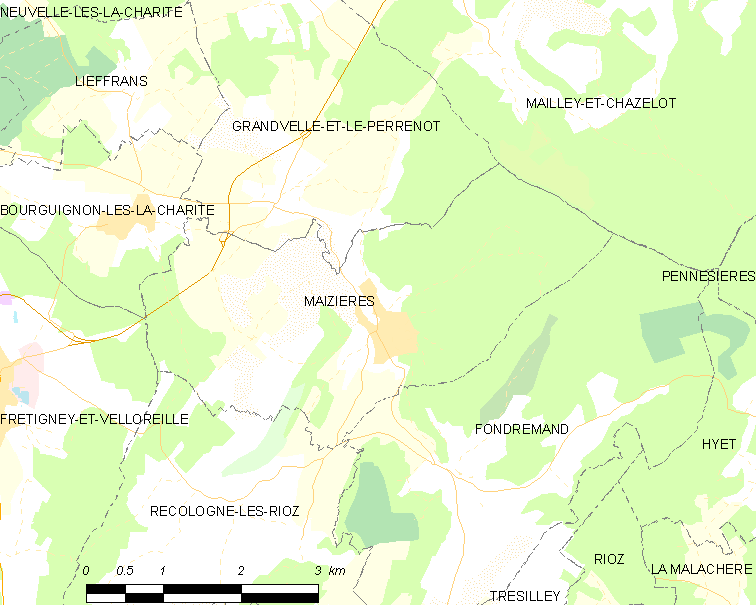
的OSM定位图

迈济耶尔的时区为UTC+01:00、UTC+02:00（夏令时）。

## 行政
迈济耶尔的邮政编码为70190，INSEE市镇编码为70325。

## 政治
迈济耶尔所属的省级选区为里奥县。

## 人口

1962-2008年间人口变化图示

迈济耶尔于2022年1月1日时的人口数量为324人。